# Hylaeus rinki
Hylaeus rinki ist eine kleine, überwiegend schwarz gefärbte, kaum behaarte Wildbienenart aus der Familie der Colletidae. Sie wird manchmal Wald-Maskenbiene genannt. Maskenbienen haben keine Sammelbürste.

## Merkmale
Die Wald-Maskenbiene wird ca. 7 bis 9 mm groß, was für die Gattung relativ groß ist. Die Männchen haben ein gelbes Gesicht, sie sind durch ein verdicktes Basalglied des Fühlers (Scapus) gekennzeichnet, das vorne gelb und hinten schwarz ist. Von Hylaeus pfankuchi und Hylaeus dilatatus sind die Männchen ähnlich, aber der Scapus ist anders gezeichnet. Männchen und Weibchen sind insgesamt großteils schwarz, mit spärlichen gelben Stellen. Sie sind kaum behaart.

## Verbreitung uns Lebensraum
Hylaeus rinki ist über weite Bereiche der Paläarktis verbreitet. Sie kommt von Frankreich über Mittel- und Osteuropa bis Sibirien und China vor. Im Norden ist die Art bis Skandinavien (über 60° N) und südwärts bis Südtirol und Südrussland verbreitet.
In Deutschland ist die Art von allen Bundesländern außer Mecklenburg-Vorpommern nachgewiesen, in Schleswig-Holstein und Thüringen nur historische Nachweise. In Österreich wurde sie in allen Bundesländern nachgewiesen, in der Schweiz im Mittelland, im Wallis, im Kanton St. Gallen und Graubünden.
Hylaeus rinki lebt in Wäldern, an Waldsäumen, Hecken und Hochwasserdämmen. Sie kommt insbesondere dort vor, wo Brombeeren und Himbeeren wachsen.

## Lebensweise
H. rinki fliegt in Deutschland in einer Generation von Juni bis August. In der Südschweiz fliegt sie schon ab Mai, dort bildet sie möglicherweise zwei Generationen (ist bivoltin). Sie nistet in selbst genagten Gängen in dürren Stängeln von Brombeeren und Himbeeren (Rubus). Es werden bis zu 12 Brutzellen hintereinander angelegt, die mit Zwischenwänden aus Mark-Partikeln voneinander getrennt werden. Die Weibchen tragen Pollen verschiedener Pflanzen ein (sind also polylektisch). Überwinterung erfolgt als Ruhelarve.
Parasiten: die Schmalbauchwespe Gasteruption sectator parasitiert an den Nestern von H. rinki.